# Liste der Kulturdenkmale in Kraftsdorf
In der Liste der Kulturdenkmale in Kraftsdorf sind die Kulturdenkmale der thüringischen Gemeinde Kraftsdorf im Landkreis Greiz aufgelistet.

## Legende
- Bild: zeigt ein Bild des Kulturdenkmals und gegebenenfalls einen Link zu weiteren Fotos des Kulturdenkmals im Medienarchiv Wikimedia Commons
- Bezeichnung: Name, Bezeichnung oder die Art des Kulturdenkmals
- Lage: Wenn vorhanden Straßenname und Hausnummer des Kulturdenkmals; Grundsortierung der Liste erfolgt nach dieser Adresse. Der Link Karte führt zu verschiedenen Kartendarstellungen und nennt die Koordinaten des Kulturdenkmals.
 Kartenansicht, um Koordinaten zu setzen – in dieser Kartenansicht sind Kulturdenkmale ohne Koordinaten mit einem roten bzw. orangen Marker dargestellt und können in der Karte gesetzt werden. Kulturdenkmale ohne Bild sind mit einem blauen bzw. roten Marker gekennzeichnet, Kulturdenkmale mit Bild mit einem grünen bzw. orangen Marker.
- Datierung: gibt das Jahr der Fertigstellung beziehungsweise das Datum der Erstnennung oder den Zeitraum der Errichtung an
- Beschreibung: bauliche und geschichtliche Einzelheiten des Kulturdenkmals, vorzugsweise die Denkmaleigenschaften
- ID: Die ID identifiziert das Kulturdenkmal eindeutig. In Thüringen sind aktuell keine IDs veröffentlicht. In der ID-Spalte kann sich auch folgendes Icon  befinden, dies führt zu Angaben zu diesem Kulturdenkmal bei Wikidata.

## Kulturdenkmale nach Ortsteilen

### Harpersdorf
| Bild                           | Bezeichnung                               | Lage                                         | Datierung | Beschreibung | ID |
| ------------------------------ | ----------------------------------------- | -------------------------------------------- | --------- | ------------ | -- |
| BW                             | mehrere Grabhügel                         | Harpersdorf (Karte)                          |           | Bodendenkmal |    |
| BW                             | Wohnstallhaus mit Toranlage und Vorgarten | Harpersdorf, Harpersdorfer Straße 16 (Karte) |           |              |    |
| BW                             | Gehöft                                    | Harpersdorf, Harpersdorfer Straße 2 (Karte)  |           |              |    |
| BW                             | Gehöft                                    | Harpersdorf, Harpersdorfer Straße 20 (Karte) |           |              |    |
| weitere Bilder Fotos hochladen | Kirche                                    | Harpersdorf, Harpersdorfer Straße 26 (Karte) |           |              |    |
| BW                             | Gehöft                                    | Harpersdorf, Harpersdorfer Straße 56 (Karte) |           |              |    |
| BW                             | Gehöft                                    | Harpersdorf, Harpersdorfer Straße 62 (Karte) |           |              |    |
| BW                             | Gehöft                                    | Harpersdorf, Harpersdorfer Straße 75 (Karte) |           |              |    |

### Kaltenborn
| Bild | Bezeichnung | Lage                              | Datierung | Beschreibung | ID |
| ---- | ----------- | --------------------------------- | --------- | ------------ | -- |
| BW   | Wohnhaus    | Kaltenborn, Kaltenborn 13 (Karte) |           |              |    |
| BW   | Wohnhaus    | Kaltenborn, Kaltenborn 15 (Karte) |           |              |    |
| BW   | Wohnhaus    | Kaltenborn, Kaltenborn 16 (Karte) |           |              |    |
| BW   | Wohnhaus    | Kaltenborn, Kaltenborn 22 (Karte) |           |              |    |

### Kraftsdorf
| Bild                           | Bezeichnung                                    | Lage                                        | Datierung | Beschreibung                           | ID |
| ------------------------------ | ---------------------------------------------- | ------------------------------------------- | --------- | -------------------------------------- | -- |
| weitere Bilder Fotos hochladen | St. Peter und Paul                             | Kraftsdorf, Kirchsteig 7 (Karte)            |           | Kirche mit Ausstattung und Einfriedung |    |
| BW                             | Gehöft mit Garten und Einfriedung              | Kraftsdorf, Steinberg 1 (Karte)             |           |                                        |    |
| BW                             | Gehöft                                         | Kraftsdorf, St.-Gangloffer-Straße 4 (Karte) |           |                                        |    |
| BW                             | Gehöft mit Hofraum und Toranlage               | Kraftsdorf, Straße der Einheit 108 (Karte)  |           |                                        |    |
| BW                             | Postgebäude mit Einfriedung                    | Kraftsdorf, Straße der Einheit 12 (Karte)   |           |                                        |    |
| BW                             | Wohnhaus                                       | Kraftsdorf, Straße der Einheit 14 (Karte)   |           |                                        |    |
| BW                             | Wohnhaus mit Stallgebäude, Torhaus und Hofraum | Kraftsdorf, Straße der Einheit 17 (Karte)   |           |                                        |    |
| BW                             | Wohnhaus mit Toranlage                         | Kraftsdorf, Straße der Einheit 23 (Karte)   |           |                                        |    |
| BW                             | Gehöft mit Hofraum                             | Kraftsdorf, Straße der Einheit 25 (Karte)   |           |                                        |    |
| BW                             | Gehöft                                         | Kraftsdorf, Straße der Einheit 42 (Karte)   |           |                                        |    |
| BW                             | Pfarrhaus                                      | Kraftsdorf, Straße der Einheit 44 (Karte)   |           |                                        |    |
| BW                             | Hofanlage                                      | Kraftsdorf, Straße der Einheit 82 (Karte)   |           |                                        |    |
| BW                             | Wohnhaus, Seitenflügel und Toranlage           | Kraftsdorf, Straße der Einheit 85 (Karte)   |           |                                        |    |
| BW                             | Gehöft                                         | Kraftsdorf, Straße der Einheit 88 (Karte)   |           |                                        |    |
| BW                             | Schmiedegehöft mit Hofraum und Brücke          | Kraftsdorf, Straße der Einheit 95 (Karte)   |           |                                        |    |
| BW                             | Hofanlage                                      | Kraftsdorf, Straße der Einheit 97 (Karte)   |           |                                        |    |
| BW                             | Grenzsteine                                    | Kraftsdorf (Karte)                          |           |                                        |    |

### Mühlsdorf
| Bild                           | Bezeichnung            | Lage                            | Datierung | Beschreibung | ID |
| ------------------------------ | ---------------------- | ------------------------------- | --------- | ------------ | -- |
| weitere Bilder Fotos hochladen | Kirche mit Ausstattung | Mühlsdorf, Mühlsdorf 24 (Karte) |           |              |    |
| BW                             | Wohnhaus               | Mühlsdorf, Mühlsdorf 3 (Karte)  |           |              |    |

### Niederndorf
| Bild                           | Bezeichnung                                      | Lage                                 | Datierung | Beschreibung | ID |
| ------------------------------ | ------------------------------------------------ | ------------------------------------ | --------- | ------------ | -- |
| weitere Bilder Fotos hochladen | Kirche mit Ausstattung, Kirchhof und Einfriedung | Niederndorf, Niederndorf 32b (Karte) |           |              |    |
| BW                             | Wohnhaus                                         | Niederndorf, Niederndorf 35 (Karte)  |           |              |    |

### Oberndorf
| Bild                           | Bezeichnung                                         | Lage                                           | Datierung | Beschreibung           | ID |
| ------------------------------ | --------------------------------------------------- | ---------------------------------------------- | --------- | ---------------------- | -- |
| BW                             | Neuapostolische Kirche                              | Oberndorf, Klosterlausnitzer Straße 3a (Karte) |           | Kirche mit Einfriedung |    |
| BW                             | Wasserturm                                          | Oberndorf, Klosterlausnitzer Straße 35 (Karte) |           |                        |    |
| BW                             | Gehöft                                              | Oberndorf, Oberndorfer Straße 35 (Karte)       |           |                        |    |
| BW                             | Gehöft                                              | Oberndorf, Oberndorfer Straße 36 (Karte)       |           |                        |    |
| BW                             | Gehöft                                              | Oberndorf, Oberndorfer Straße 64 (Karte)       |           |                        |    |
| BW                             | Wohnhaus mit Torhaus                                | Oberndorf, Oberndorfer Straße 78 (Karte)       |           |                        |    |
| weitere Bilder Fotos hochladen | Kirche mit Ausstattung und Kirchhof und Einfriedung | Oberndorf, Schulberg 10 (Karte)                |           |                        |    |

### Pörsdorf
| Bild                           | Bezeichnung                                      | Lage                              | Datierung | Beschreibung | ID |
| ------------------------------ | ------------------------------------------------ | --------------------------------- | --------- | ------------ | -- |
| weitere Bilder Fotos hochladen | Kirche mit Ausstattung, Kirchhof und Einfriedung | Pörsdorf, Pörsdorf o. Nr. (Karte) |           |              |    |
| BW                             | Gehöft                                           | Pörsdorf, Pörsdorf 8 (Karte)      |           |              |    |

### Rüdersdorf
| Bild                           | Bezeichnung                                      | Lage                                           | Datierung | Beschreibung                    | ID |
| ------------------------------ | ------------------------------------------------ | ---------------------------------------------- | --------- | ------------------------------- | -- |
| BW                             | Wüstung Sieversdorf                              | Rüdersdorf (Karte)                             |           | Bodendenkmal                    |    |
| weitere Bilder Fotos hochladen | Windmühle                                        | Rüdersdorf, Rüdersdorf 100 (Karte)             |           | Mühle mit Lagergebäude          |    |
| BW                             | Toreinfahrt                                      | Rüdersdorf, Rüdersdorf 115 (Karte)             |           |                                 |    |
| BW                             | Gehöft                                           | Rüdersdorf, Rüdersdorf 129 (Karte)             |           |                                 |    |
| BW                             | Wohnhaus                                         | Rüdersdorf, Rüdersdorf 26 (Karte)              |           |                                 |    |
| BW                             | ENS Kirchberg                                    | Rüdersdorf, Rüdersdorf 29, 30, 30a, 31 (Karte) |           | Ensemble Ortskern               |    |
| weitere Bilder Fotos hochladen | Kirche mit Ausstattung, Kirchhof und Einfriedung | Rüdersdorf, Rüdersdorf 30a (Karte)             |           |                                 |    |
| BW                             | Toranlage mit Pforte                             | Rüdersdorf, Rüdersdorf 35 (Karte)              |           |                                 |    |
| BW                             | Toranlage                                        | Rüdersdorf, Rüdersdorf 36 (Karte)              |           |                                 |    |
| BW                             | Stübnitzmühle                                    | Rüdersdorf, Rüdersdorf 83 (Karte)              |           | Mühlengehöft, Teich, Mühlgraben |    |
| BW                             | Schmiede                                         | Rüdersdorf, Rüdersdorf 98 (Karte)              |           |                                 |    |